# Діллвін (Вірджинія)
Діллвін (англ. Dillwyn) — місто (англ. town) в США, в окрузі Бакінгем штату Вірджинія. Населення — 436 осіб (2020).

## Географія
Діллвін розташований за координатами 37°32′26″ пн. ш. 78°27′40″ зх. д. / 37.54056° пн. ш. 78.46111° зх. д. (37.540511, -78.461210).  За даними Бюро перепису населення США в 2010 році місто мало площу 1,67 км², з яких 1,67 км² — суходіл та 0,00 км² — водойми.

## Демографія
Згідно з переписом 2010 року, у місті мешкало 447 осіб у 168 домогосподарствах у складі 110 родин. Густота населення становила 267 осіб/км².  Було 197 помешкань (118/км²).
Расовий склад населення:
| - 60,9 % — білих - 37,4 % — чорних або афроамериканців - 0,2 % — корінних американців |

До двох чи більше рас належало 1,6 %. Частка іспаномовних становила 0,9 % від усіх жителів.
За віковим діапазоном населення розподілялося таким чином: 21,9 % — особи молодші 18 років, 52,8 % — особи у віці 18—64 років, 25,3 % — особи у віці 65 років та старші. Медіана віку мешканця становила 46,8 року. На 100 осіб жіночої статі у місті припадало 73,3 чоловіків;  на 100 жінок у віці від 18 років та старших — 70,2 чоловіків також старших 18 років.
Середній дохід на одне домашнє господарство  становив 37 876 доларів США (медіана — 27 083), а середній дохід на одну сім'ю — 44 187 доларів (медіана — 31 944). Медіана доходів становила 26 750 доларів для чоловіків та 28 333 долари для жінок. За межею бідності перебувало 39,3 % осіб, у тому числі 52,1 % дітей у віці до 18 років та 8,1 % осіб у віці 65 років та старших.
Цивільне працевлаштоване населення становило 160 осіб. Основні галузі зайнятості: роздрібна торгівля — 21,9 %, освіта, охорона здоров'я та соціальна допомога — 20,6 %, публічна адміністрація — 13,1 %, будівництво — 12,5 %.